# Ideální manžel (film, 1999)
Ideální manžel (v anglickém originále An Ideal Husband) je britská filmová komedie z roku 1999. Režisérem filmu je Oliver Parker. Hlavní role ve filmu ztvárnili Cate Blanchett, Minnie Driver, Rupert Everett, Julianne Moore a Jeremy Northam.

## Ocenění
Julianne Moore a Rupert Everett byli za své výkony v tomto filmu nominováni na cenu Zlatý globus. Film byl dále nominován na 3 ceny BAFTA. 

## Obsazení
| Cate Blanchett | Gertrude Chiltern |
| Minnie Driver  | Mabel Chiltern    |
| Rupert Everett | Arthur Goring     |
| Julianne Moore | Laura Cheveley    |
| Jeremy Northam | Robert Chiltern   |
| John Wood      | Lord Caversham    |
| Peter Vaughan  | Phipps            |
| Ben Pullen     | Tommy Trafford    |